# Exhalimolobos pazense
Exhalimolobos pazense är en korsblommig växtart som först beskrevs av Henry Hurd Rusby, och fick sitt nu gällande namn av Al-shehbaz och C. Donovan Bailey. Exhalimolobos pazense ingår i släktet Exhalimolobos och familjen korsblommiga växter. Inga underarter finns listade i Catalogue of Life.